# Таммет, Эйно
Эйно Таммет (эст. Heino Tammet), до 1937 года Эрнст Веерман (эст. Ernst Veermann), также известный как Алексей Таммет-Романов (? — 26 июля 1977) — эстонский журналист, самозванец, выдававший себя за «чудом спасшегося цесаревича Алексея».

## Краткая биография
Всю первую половину своей жизни этот человек носил имя Эрнст Веерман, родился, он видимо, в России. Его родителями, по всей вероятности, были эстонские крестьяне Йозеф Веерман и его жена Паула. В 1920 году его семья переехала в Эстонию, Таллин, на родину отца. Будущий претендент присвоил себе псевдоним Эйно Таммет в 1937 году, работая журналистом в одной из эстонских газет, и в качестве журналиста довольно много путешествовал. Его сторонники утверждают, что псевдоним его переводится с эстонского как «царский дуб» — что является явным намеком на его «подлинное происхождение», а место жительства было выбрано опять же с подтекстом — невдалеке находился дом, выстроенный «его предком Петром Великим».
Во время оккупации Эстонии гитлеровскими войсками ему пришлось бросить журналистику и зарабатывать себе на жизнь рисуя и сбывая открытки. Вскоре, однако, он открывает себе новый источник дохода, рисуя и сбывая немецким тыловым частям портреты Гитлера.
В это время он женится в первый раз — на финке, чтобы иметь возможность легально эмигрировать, и действительно, получает разрешение покинуть Эстонию, где уже идут бои. В самом начале 1944 года на корабле, переполненном беженцами, под конвоем самолётов союзников, он отбывает в Финляндию, и не успокоившись на этом, в дальнейшем перебирается в Швецию. Здесь он по суду разводится с первой женой, и женится во второй раз. В этом браке рождаются двое сыновей, но ни они, ни вторая жена не знают, кем на самом деле является муж и отец. С этой второй семьей в 1952 году он перебирается в Торонто (Канада).
В середине 1950-х годов он переезжает в город Уайт-Рок, недалеко от Ванкувера, где открывает небольшую танцевальную студию. Здесь, в июле 1956 года он встречается со своей будущей третьей женой. В 1970 году он женится в третий раз, и в этом браке живёт счастливо до самой смерти.

## Притязания
В 1972 году он наконец решается «открыть свою тайну» 26-летнему младшему сыну. Миссис Сандра Романов, его третья жена, уверяет, что пасынок открыл ей секрет. Также по её словам, с самого начала ей показалось, что от будущего мужа «веет благородством», слыша его рассказы о царском времени она поражалась точности деталей. Также не осталось незамеченным, что Эйно Таммет коллекционирует книги о царской семье. Рассказывая о расстреле царской семьи, он шутил, что с 1918 года «Алексей превратился в привидение». Потому услышав правду от пасынка, Сандра настояла, чтобы муж наконец во всеуслышание объявил о своем подлинном имени, что тот и сделал наконец в 1971 году в письме канадскому премьер-министру Хету, опасаясь, между прочим, что самозванец Михал Голеневский будет объявлен Алексеем.
Второй раз он заявил о себе, подписавшись своим «подлинным именем» в телеграмме, направленной на имя английской королевы Елизаветы II, по поводу смерти её дяди, герцога Виндзорского. Вслед за этим его посетил некий офицер КККП, устроивший претенденту подлинный допрос, затем вернулся ещё раз с дополнительными вопросами, и наконец ушёл, как видно удовлетворенный полученной информацией, предупредив собеседника, чтобы он жил тихо и не привлекал к себе внимания. Миссис Романов уверяет, что тогда же её муж получил письмо, украшенное английским королевским гербом, адресованное «Алексею Романову, эсквайру», с краткой благодарностью королевы.
Перед смертью он объявил жене, что для него «уже слишком поздно отстаивать свои права», и переложил эту обязанность на неё и детей. Начиная с этого времени, миссис Романов готовила материал, и наконец в 1990-х годах объявила уже во всеуслышание о подлинном имени и происхождении своего покойного мужа.
Интересно, что по его собственным словам, претендент видел Анну Андерсон во время Гамбургского процесса, и немедленно убедился, что она не имеет ничего общего с его сестрой Анастасией.
Претендент умер 26 июня 1977 года, за месяц до того, как по решению Советского правительства был разрушен Ипатьевский дом что, по мнению его сторонников, отнюдь не является совпадением.
Его дети полны желанием отстаивать для себя права на российскую корону.
В 1993 году пытаясь с помощью науки удостоверить подлинную личность своего покойного мужа, вдова Таммет-Романова отправила на экспертизу его зуб, удаленный в 1962 году. Впрочем, зуб «таинственным образом пропал».
Книга, которую написала вдова и помогавший ей канадский журналист Джон Кендрик не сумела найти издателя; потому, чтобы привлечь внимание общественности, Кендрик открыл Интернет-сайт, посвящённый будущей сенсации.

## История «чудесного спасения»
Судя по тому, как изложена история Эйно Таммета, его «освобождение» явилось результатом тайного сговора Московского правительства с немцами, и быть может, было включено как тайный, не занесённый в официальные бумаги пункт Брестского мира.
Потому во время расстрела, когда внутри палаческой команды было согласовано, кто в кого стреляет, Юровский выбрал себе мишенью цесаревича, но зарядил револьвер холостыми патронами. Сообразительный ребёнок сумел притвориться мертвым и отделался только глухотой на одно ухо и легкой контузией.
Затем, когда тела отвозили к месту погребения, и грузовик застрял в грязи, Юровский остановил проезжавшего мимо крестьянина-эстонца по фамилии Веерманн, и приказал погрузить на его телегу два или три «свертка». Определив, что в одном из них находится живой мальчик, Веерман решил спасти его.
Как видно, впрочем, эстонец также был частью заговора, т. к. совсем недавно у него умер от тифа сын приблизительно тех же лет. Цесаревич наследовал имя умершего – Эрнст Веерманн, и остался жить в гостеприимной семье. Также Кендрик настаивает, что Паула, жена крестьянина приходилась дальней родственницей обер-гофмаршалу, графу Бенкендорфу и таким образом пусть отдаленно сносилась с царской семьей.
Впрочем, в отождествлении Таммета и Алексея намечалась одна трудность – у претендента никогда не было гемофилии, которой, как известно, страдал царевич. Впрочем, Кендрику удалось обойти это затруднение, заявив, что диагноз был поставлен неправильно и Алексей страдал на самом деле тромбоцитопенией, дающей сходные симптомы, но позже постепенно сходящей на нет. Следы этой болезни якобы обнаружились у претендента.